# Pic dels Aspres
De Pic dels Aspres is een berg in het noordwesten van Andorra, vlak bij de grens met Spanje. Zo'n 250 meter van de top, die op meer dan 2500 meter ligt, bevindt zich een keteldal met een diameter van ongeveer 100 meter. Het werd gevormd door glaciale erosie tijdens het Laatste Glaciale Maximum en biedt nu plaats aan een meer, waarin hoofdzakelijk smeltwater terechtkomt, het Estany de les Truites. Naast dit meertje ligt de berghut Refugi de Comapedrosa.
De Pic dels Aspres ligt bij het plaatsje Arinsal, een quart van de parochie La Massana.